# Academia de Åbo

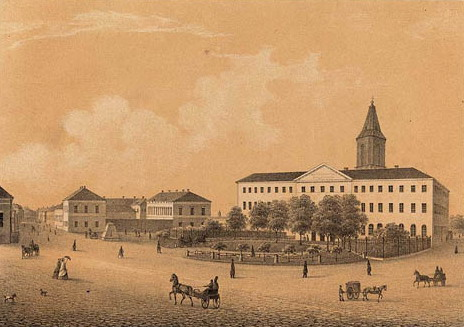
La Academia de Turku (más tarde Universidad de Helsinki) antes de que Turku fuera destruida por un incendio en 1827.

La Academia de Turku o Åbo, que fue fundada en 1640 por la reina Cristina de Suecia, fue la tercera universidad del reino sueco y la primera en el territorio de Finlandia. La Academia funcionó en Turku hasta el año 1828, cuando, después del gran incendio de 1827, fue trasladada a Helsinki. Unos años después de la anexión de Finlandia a Rusia en 1809 como Gran Ducado de Finlandia, Helsinki se había convertido en capital del país por estar situada más cerca de San Petersburgo. Además, los nuevos mandatarios rusos veían con recelo los estrechos lazos que seguía manteniendo Turku con la capital sueca, Estocolmo. En Helsinki la Academia fue rebautizada como Universidad Imperial Finlandesa de Alejandro, según el zar Alejandro I de Rusia y, tras la independencia de Finlandia en 1917, recibió su actual nombre, Universidad de Helsinki, que se considera sucesora directa de la Academia de Turku.
- Datos: Q414481
- Multimedia: Kungliga Akademien i Åbo / Q414481